# Старий Жагань
Старий Жагань (пол. Stary Żagań, нім. Alt Sagan) — село в Польщі, у гміні Жагань Жаганського повіту Любуського воєводства.
Населення — 195 осіб (2011).
У 1975-1998 роках село належало до Зеленогурського воєводства.

## Демографія
Демографічна структура станом на 31 березня 2011 року:
|          | Загалом | Допрацездатний вік | Працездатний вік | Постпрацездатний вік |
| -------- | ------- | ------------------ | ---------------- | -------------------- |
| Чоловіки | 98      | 21                 | 70               | 7                    |
| Жінки    | 97      | 14                 | 65               | 18                   |
| Разом    | 195     | 35                 | 135              | 25                   |